# Simonoonops
Simonoonops là một chi nhện trong họ Oonopidae.